# Shafiq al Hout
Shafiq al Hout (Yafa, Mandato Británico de Palestina, 13 de enero de 1932 — Beirut, Líbano, 2 de agosto de 2009), también escrito en algunas ocasiones como Shafik al-Hut (en árabe: شفيق الحوت), fue un político y escritor palestino. A pesar de que nació en la ciudad costera de Yafa, huyó con su familia al Líbano tras la guerra árabe-israelí de 1948, donde comenzó su carrera de redactor. Debido a esto, fundó en 1961 el Frente para la Liberación de Palestina y tres años más tarde, en 1964, se convertiría en uno de los miembros fundadores de la OLP (Organización para la Liberación de Palestina). Se mantuvo dentro de la organización como su representante en el Líbano y frente a la Asamblea General de las Naciones Unidas. Fue uno de los grandes pilares del líder, Yasser Arafat, siendo parte del Comité Ejecutivo de la OLP, hasta la firma de los Acuerdos de Oslo, en los que dimite en señal de protesta. Murió a la edad de 77 años en la capital libanesa, siendo sepultado en el cementerio de los Mártires de la Revolución Palestina del campo de refugiados de Shatila.

## Inicios y vida antes de la política

### Infancia
Shafiq nació en Yafa en 1932, hijo del entonces alcalde. Pertenecía a la familia al Hout, que tenía sus raíces en Líbano. El abuelo de Shafiq, Salim Youssef al Hout, era originario de Beirut y emigró a Yafa a finales del siglo XIX, instalándose en el barrio de Manshiyyah. Al Hout estuvo hasta bachiller en la escuela pública al-Ameriyyah, en la misma clase de Ibrahim Abu Lughod y Farouk Qaddoumi. Además, formó parte de los boy scouts. Durante su infancia, algunos de sus pasatiempos eran ir a los cines que se encontraban en distintas partes de la ciudad e ir a bañarse a la playa. 

### Exilio en el Líbano
En 1948, justo tras graduarse, Shafiq huyó junto a su familia al Líbano en la coyuntura de la Guerra Árabo-Israelí de ese mismo año. Justo antes de marcharse, su hermano Jamal fue asesinado. Tras conseguir una visa en el consulado libanés de Yafa, se embarcanla familia hasta Beirut, donde los recibe un familiar que los acogerá hasta acomodarse en la ciudad. Es en este periodo cuando se le comienza a llamar por su sobrenombre, Al Yaffawi (اليافوي), «el de Yafa». 
Ya en el Líbano, ingresa en la Universidad Americana, donde comienza a recibir influencia de intelectuales políticos como George Habash, que irán moldeando su pensamiento y filosofía, estableciendo ciertas organizaciones que confrontarán directamente con otros palestinos como los seguidores del Gran Muftí de Jerusalén, Amin al Hussaini. Acabó uniéndose a los comunistas y, por ello, fue arrestado en 1951, recibiendo una sentencia de tres meses de prisión y su deportación del Líbano. Sin embargo, su familia pudo convencer al entonces Primer Ministro Libanés, Sami al Solh, para que anulara su dictamen. 

### Shafiq al Hout: escritor y profesor
Desde su graduación en 1953, dio clase en la escuela Al Maqassed de Beirut, aunque fue despedido por su confrontación sobre temas de la cuestión palestina. Es entonces cuando decide emigrar a Kuwait en 1956 tras recibir la nacionalidad libanesa. En ese periplo conocería a Yasser Arafat, entre otros activistas palestinos.

## Carrera política

### Fundación del FLP y la OLP
Al Hout fue fundador de la FLP en 1961, facción que defendió hasta el final de sus días. Más tarde, en 1964, formó parte del grupo que fundó la OLP. Uno de los principales aliados de Arafat en sus políticas, fue buscado y se intentó atentar contra su vida, sobreviviendo a diez intentos de asesinato por parte del Mossad en la coyuntura de la Guerra Civil Libanesa. 

### Acuerdos de Oslo y vida posterior
En 1993, Yasser Arafat se reúne en Oslo con Isaac Rabin, entonces Primer Ministro de Israel, bajo la mediación de Bill Clinton, Presidente de los Estados Unidos. En esta reunión se firmaron varios acuerdos para solucionar la cuestión originada en tierras palestinas, así como buscarle una vía de escape a la tensión generada en el territorio. Estos acuerdos, llamados a posteriori como Acuerdos de Oslo u Oslo I, fueron la disonancia que llevaron a Al Hout a dimitir de la OLP y alejarse de cualquier tipo de representación, pues se encontraba en profundo desacuerdo con ellos. Abogó por un estado único palestino, desechando por completo la solución biestatal planteada por las Naciones Unidas. Otro de los pensadores que siguió su línea fue el poeta Mahmoud Darwish. Desde entonces, se retiró de la política y comenzó una carrera mucho más filosófica como figura de representación de una Palestina unida e independiente. Murió a la edad de 77 años en Beirut, cuya causa de la muerte aún sigue teniendo un halo de misterio, a pesar de que la OLP certificó que fue de cáncer. A su funeral acudieron figuras como Mahmoud Abbas o el entonces Primer Ministro Libanés, Fuad Siniora.